# Hendrik Bollmann

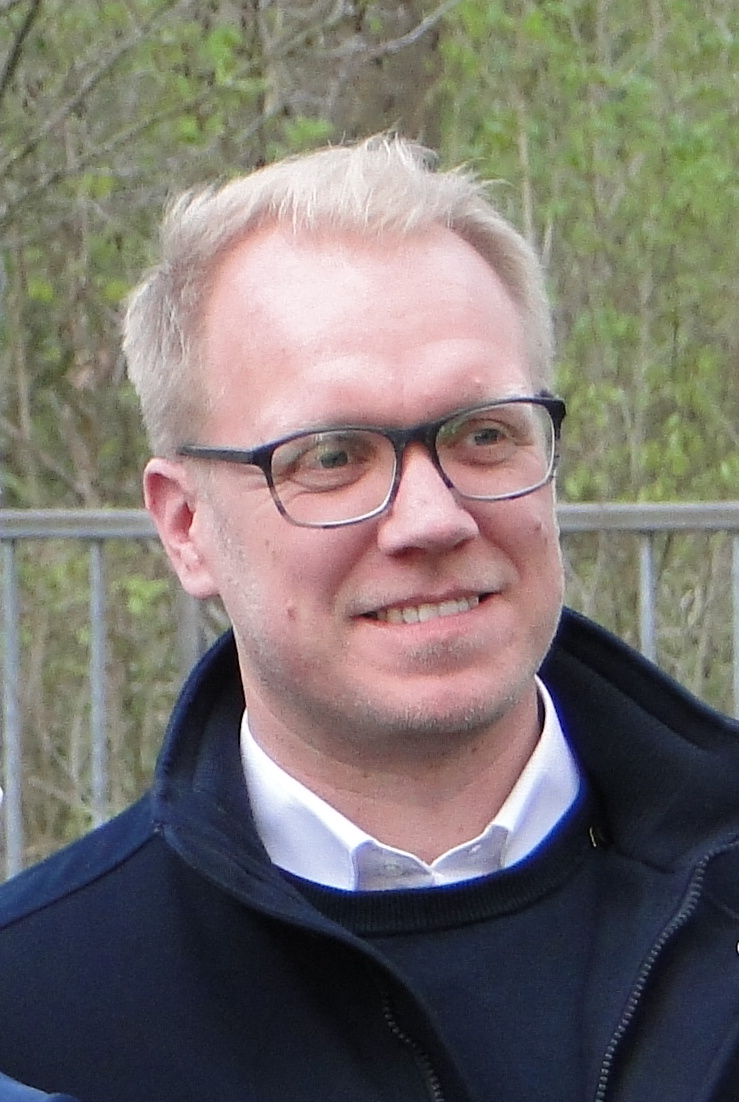
Hendrik Bollmann, 2025

Hendrik Bollmann (* 10. September 1982 in Herne) ist ein deutscher Politiker (SPD), der bei der Bundestagswahl 2025 das Direktmandat im Wahlkreis Herne – Bochum II errang und damit einen Sitz im 21. Deutschen Bundestag hat.

## Leben
Bollmann wurde am 10. September 1982 in Herne geboren und wuchs im Stadtteil Röhlinghausen auf, wo er am Gymnasium Eickel sein Abitur ablegte. Seinen Zivildienst leistete er in einem Altenhilfezentrum des Deutschen Roten Kreuzes. An der TU Dortmund studierte er bis 2013 die Fächer Sport und evangelische Theologie auf Lehramt. Seit Februar 2020 unterrichtet er am Emschertal Berufskolleg die Fächer Sport und Evangelische Religion.

### Leistungssport
In Jugend und jungen Jahren war Bollmann im Leistungssport tätig, zeitweise im Handball, als Leichtathlet und als Mittel- und Langstreckenläufer. Er nahm bei Westfalen-, Westdeutschen und Deutschen Meisterschaften teil und sagt, dass „Der Sport [...] [ihn] auf eine besondere Art und Weise geprägt [hat]“.

## Politik
Als Sohn des langjährigen Bundestagsbgeordneten Gerd Bollmann, der 2002 im Wahlkreis Herne – Bochum II 61,5% erreichte, trat Bollmann 1997 in die Partei ein und arbeitete zeitweise bei den Jusos Herne mit. Nach dem Abschluss seines Studiums widmete er sich intensiver der Politik und wurde 2012 Vorsitzender des SPD-Ortsvereins Röhlinghausen. Als gewähltes Mitglied war er ab 2014 Mitglied des Vorstandes der SPD Herne. 2016 wurde er zum stellvertretenden Vorsitzenden und 2022 zum Vorsitzenden der SPD Herne gewählt. Bei der Kommunalwahl 2014 wurde er, den Wahlkreis Röhlinghausen-Nord vertretend, in den Stadtrat Hernes gewählt. Seit der Kommunalwahl 2020 ist er dort stellvertretender Fraktionsvorsitzender.
Nachdem Michelle Müntefering ankündigte, nicht erneut zur Wahl anzutreten, wurde Bollmann parteiintern zum Direktkandidaten des Bundestagswahlkreises Herne – Bochum II gewählt. Am 23. Februar 2025 erhielt Bollmann 43.832 Stimmen (33,5 %) und setzte sich trotz herber Rückschläge (knapp 10 % Erststimmen weniger als bei der letzten Wahl) gegen die Gegenkandidaten Christoph Bußmann (CDU) und Daniel Zerbin (AfD) durch. Seine politischen Schwerpunkte sind die Schul- und Sportpolitik.